# Куракин, Гаврила Гаврилович
Гаврила Гаврилович Куракин (1919—1948) — сержант Рабоче-крестьянской Красной Армии, участник Великой Отечественной войны, Герой Советского Союза (1945).

## Биография
Гаврила Куракин родился 5 сентября 1919 года в селе Нижняя Липовка (ныне — Сосновоборский район Пензенской области). После окончания семи классов школы работал в колхозе. В 1939 году Куракин был призван на службу в Рабоче-крестьянскую Красную Армию. С начала Великой Отечественной войны — на её фронтах.
К январю 1945 года гвардии сержант Гаврил Куракин командовал пулемётным расчётом 5-го гвардейского кавалерийского полка 1-й гвардейской кавалерийской дивизии 1-го гвардейского кавалерийского корпуса 1-го Украинского фронта. Отличился во время освобождения Польши. 24 января 1945 года расчёт Куракина в числе первых переправился через Одер в 2 километрах к северу от Кендзежина и принял активное участие в боях за захват и удержание плацдарма на его западном берегу, что способствовало успешной переправе всего эскадрона.
Указом Президиума Верховного Совета СССР от 27 июня 1945 года гвардии сержант Гаврила Куракин был удостоен высокого звания Героя Советского Союза с вручением ордена Ленина и медали «Золотая Звезда».
После окончания войны Куракин был демобилизован. Вернулся в родное село. Скоропостижно скончался в 25 января 1948 года.
Был также награждён рядом медалей.
В честь Куракина названа улица в Сосновоборске и установлен обелиск в Колышлее.